# Frañsez Kervella
 (août 2025).
Si vous disposez d'ouvrages ou d'articles de référence ou si vous connaissez des sites web de qualité traitant du thème abordé ici, merci de compléter l'article en donnant les références utiles à sa vérifiabilité et en les liant à la section « Notes et références ».
Pour les articles homonymes, voir Kervella.
Frañsez Kervella, à l’état civil François-Marie Kervella (31 janvier 1913, Dirinon - 10 janvier 1992, Brélévenez, dans la commune de Lannion), également connu sous son nom de plume, « Kenan Kongar », est un géologue et un écrivain français de langue bretonne, et surtout un grammairien du breton. Il participa à la revue Gwalarn.

## Biographie

### Enfance et jeunesse
Il est pupille de la Nation, et il est élevé dans une famille très pauvre où le breton est la seule langue pratiquée.
Après des études scientifiques, il devient géologue et fait de la prospection en Afrique (Gabon et Côte d'Ivoire).

### Seconde Guerre mondiale
Membre du Parti national breton, sa bibliothèque est pillée à la suite du décret annonçant sa dissolution, le 20 octobre 1939.
En 1940, il participe à Berlin au Bretonische Regierung. 
Il participe à la réforme de l'orthographe unifiée du breton (peurunvan) en 1941 et est membre de l'Institut celtique de Bretagne en 1942.

### Après la guerre
En 1947, il épouse Yvette Le Dret (Ivetig an Dred-Kervella).  Avec son épouse, il s’est consacré activement à la promotion de la langue bretonne, collaborant à plusieurs revues, dont Barr-Heol et Al Liamm. Ils ont quatre enfants dont Riwanon Kervella, enseignante de breton, et Divi Kervella, écrivain breton.

## Publications
- (br) Evel ma c'hoarvez a-wechou ; Brest, Gwalarn (n° 26), genver 1931 (signé : Divi Kenan Kongar).
- (br) Ar wazig ; Brest, Gwalarn (n° 41), ebrel 1932 (signé : Divi Kenan Kongar).
- (br) Disul da noz ; Brest, Gwalarn (n° 60), du 1933 (signé : Divi Kenan Kongar).
- (br) Dirak hent al levenez ; Brest, Gwalarn (n° 74), genver 1935 (signé : Divi Kenan Kongar).
- (br) Gant blaz an avalou ruz... ; Brest, Gwalarn (n° 92), genver 1937 (signé : D. K. Kongar).
- (br) Yezhadur bras ar brezhoneg (grammaire) Skridoù Breizh - La Baule. 1947, Al Liamm, 1976, 1995.
- (br) Ar c'havr hag he givri bihan, hervez Grimm Al Liamm. (traduction) 1961.
- (br) Diazezoù ar sevel gwerzioù. Brest. Al Liamm - Brest. 1965.
- (br) Gerioù diazez ar brezhoneg. Hor Yezh - Brest. 1969.
- Méthode nouvelle de breton = Hent nevez d'ar brezhoneg. Hor Yezh : Al Liamm - Brest. 1971.
- (br) An nadozig vurzhudus. Al Liamm. 1976. de Roger Judrin, trad. par Kenan Kongar
- (br) Yezhadur. Hor Yezh - Lesneven. 1979. (avec Jean-Yves Urien, Yann Desbordes)
- (br) An den etre an anken hag an ankoù etre an neñv hag an ifern, gwelet a-dreuz darn eus ar c'hantikoù. Hor Yezh - Lesneven. 1981
- (br) Barzhonegoù. Al Liamm - Brest. 1982. Partiellement paru dans : "Gwalarn", 1933-1944
- Nouvelle méthode de breton = Hent nevez d'ar brezhoneg. Ouest-France - Rennes. 1984. ill. par Erwan Kervella,  1993, 1997
- (br) Dindan gouriz ar bed (e Bro an okoume). Mouladurioù Hor Yezh - Lesneven. 1985.
- (br) An ti e traoñ ar c'hoad : eñvorennoù bugaleaj. Mouladurioù Hor Yezh - Lesneven. 1990.
- (br) Skridoù Frañsez Kervella. Al Liamm. 1993. Notes et articles écrits par Frañsez Kervella entre 1930 et 1941. présentés par Per Denez